# Rock River (Wyoming)
Rock River – miasto w stanie Wyoming, w Stanach Zjednoczonych. Według spisu powszechnego z 2010 roku, populacja wynosiła 245 osób.